# 中性子拡散方程式
中性子拡散方程式(ちゅうせいしかくさんほうていしき)は、原子炉内における中性子密度の時間変化を拡散近似を用いて表した式である。

## 定義
中性子拡散方程式は次式で定義される。
{\displaystyle {\frac {1}{v}}{\frac {\partial \phi }{\partial t}}(\mathbf {r} ,E,t)=\nabla D\nabla \phi (\mathbf {r} ,E,t)-\Sigma _{t}\phi (\mathbf {r} ,E,t)+\int _{0}^{\infty }\Sigma _{s}(E'\rightarrow E)\phi (\mathbf {r} ,E',t)dE'+\chi (E)\int _{0}^{\infty }\nu (E')\Sigma _{f}(E')\phi (\mathbf {r} ,E',t)dE'+S(\mathbf {r} ,E,t)}
{\displaystyle v}は中性子の速度、{\displaystyle \phi }は中性子束、{\displaystyle D}は中性子の拡散係数、
{\displaystyle \chi }は核分裂スペクトルである。
{\displaystyle \Sigma _{t},\Sigma _{s},\Sigma _{f}}はそれぞれマクロ全断面積、マクロ散乱断面積、マクロ核分裂断面積である。また、{\displaystyle \nu }は核分裂あたりの平均中性子放出数である。
また、実効増倍率{\displaystyle k_{\mbox{eff}}}を用いて
{\displaystyle -\nabla D\nabla \phi (\mathbf {r} ,E)+\Sigma _{t}\phi (\mathbf {r} ,E)={\frac {1}{k_{\mbox{eff}}}}\left(\int _{0}^{\infty }\Sigma _{s}(E'\rightarrow E)\phi (\mathbf {r} ,E'),dE'+\chi (E)\int _{0}^{\infty }\nu (E')\Sigma _{f}(E')\phi (\mathbf {r} ,eU)dE'\right)}
とも表される。

## 用語解説
- 中性子束 {\displaystyle \phi (\mathbf {r} ,E,t)}

中性子の密度と速度の積。
- 拡散係数 {\displaystyle D(\mathbf {r} ,E,t)}

拡散近似の下では、中性子束はフィックの法則に従う。その拡散係数。
- 核分裂スペクトル {\displaystyle \chi (E)}

核分裂により放出される中性子がエネルギー{\displaystyle E}を持っている確率密度。
- マクロ全断面積 {\displaystyle \Sigma _{t}(\mathbf {r} ,E)}

エネルギー{\displaystyle E}の中性子が失われる反応のマクロ断面積。吸収断面積と散乱断面積の和である。
- マクロ散乱断面積 {\displaystyle \Sigma _{s}(\mathbf {r} ,E'\rightarrow E)}

エネルギー{\displaystyle E'}を持つ中性子が散乱によりエネルギー{\displaystyle E}に変化するマクロ断面積。
- マクロ核分裂断面積 {\displaystyle \Sigma _{f}(\mathbf {r} ,E)}

エネルギー{\displaystyle E}を持つ中性子が核分裂を起こすマクロ断面積。
- 実効増倍率

実効増倍率{\displaystyle k_{\mbox{eff}}}は、「(体系内で単位時間に核分裂により発生する中性子数)/(体系内から単位時間に失われる中性子数)」として定義される量である。